# Alcyonium palmatum

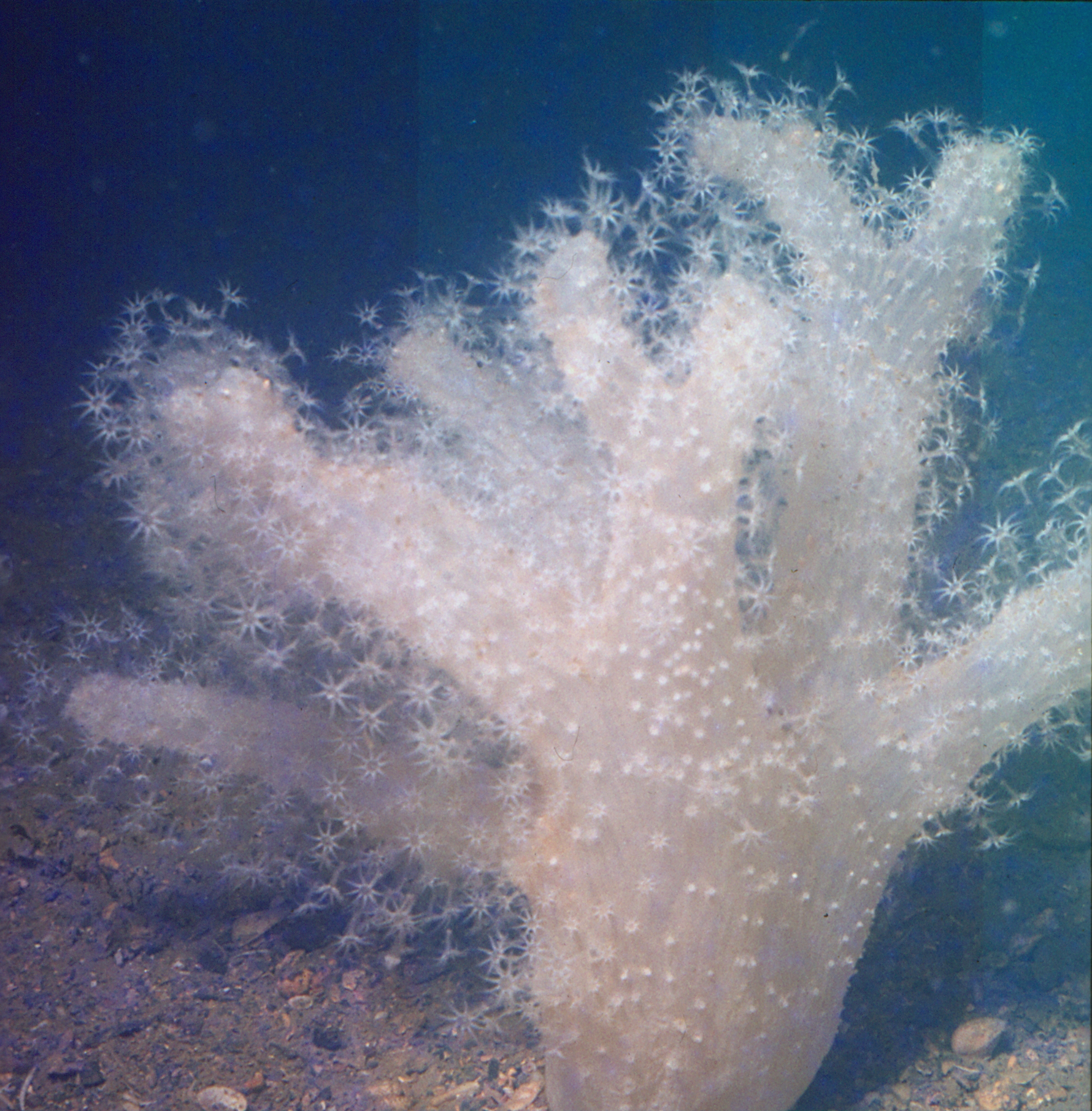

La mano de muerto (Alcyonium palmatum) es una especie de cnidario antozoo de la familia Alcyoniidae.

## Descripción
Forma colonias libres y de aspecto macizo. Los pólipos, que miden hasta 1 cm, son de coloración blanca translúcida, en cambio el tejido del conjunto de la colonia, de hasta 30 cm, suele ser amarillento, blanco o rosa a rojo oscuro. Sus pólipos son sólo autozoides, sirviendo exclusivamente para la alimentación, y no para la circulación interna del agua, como los pólipos sifonozoides que otros géneros de la familia poseen. Tienen ocho tentáculos, dado el que pertenecen a la subclase Octocorallia, y cada uno de ellos cuenta con, entre 11 y 13 pínnulas a cada lado.

## Distribución y hábitat
Es una especie marina propia del mar Mediterráneo y el océano Atlántico.
Se encuentra habitualmente en fondos arenosos, sobre restos de caparazones y piedras, ocasionalmente libre en zonas de sedimentos.
Su rango de profundidad es entre 0 y 325 m; y su rango de temperatura, entre 10.49 y 15.55 °C.

## Alimentación
Su alimentación es fundamentalmente planctónica, atrapando minúsculos crustáceos, larvas o copépodos, con sus tentáculos.

## Reproducción
Las colonias son gonocóricas, o de sexos separados, y de fertilización externa. Los óvulos fertilizados evolucionan a una larva ciliada, que deambula por la columna de agua hasta que se fija al sustrato. Posteriormente, se desarrolla a forma pólipo, y reproduciéndose asexualmente, conforma la colonia coralina.